# (1833) Шмакова
(1833) Шмакова (лат. Shmakova) — типичный астероид главного пояса, открыт 11 августа 1969 года советским астрономом Людмилой Черных в Крымской астрофизической обсерватории и 1 июня 1975 года назван в честь советского астронома Марии Шмаковой.

## Обнаружение и именование
(1833) Шмакова
Открыт 11 августа 1969 года в Научном Л. И. Черных.
Назван в честь сотрудницы ИТА г-жи М. Я. Шмаковой (1910—1971), которая внесла большой вклад в расчёты планетарных и кометных орбит.
Оригинальный текст (англ.)1833 Shmakova
Discovered 1969-08-11 by Chernykh, L. at Nauchnyj.
Named in honor of Mrs. M. Ya. Shmakova (1910—1971), staff member of the I.T.A. who contributed much to planetary and cometary orbit computations. 
Источники: DISCOVERY.DB; M.P.C. 3825.

## Орбита

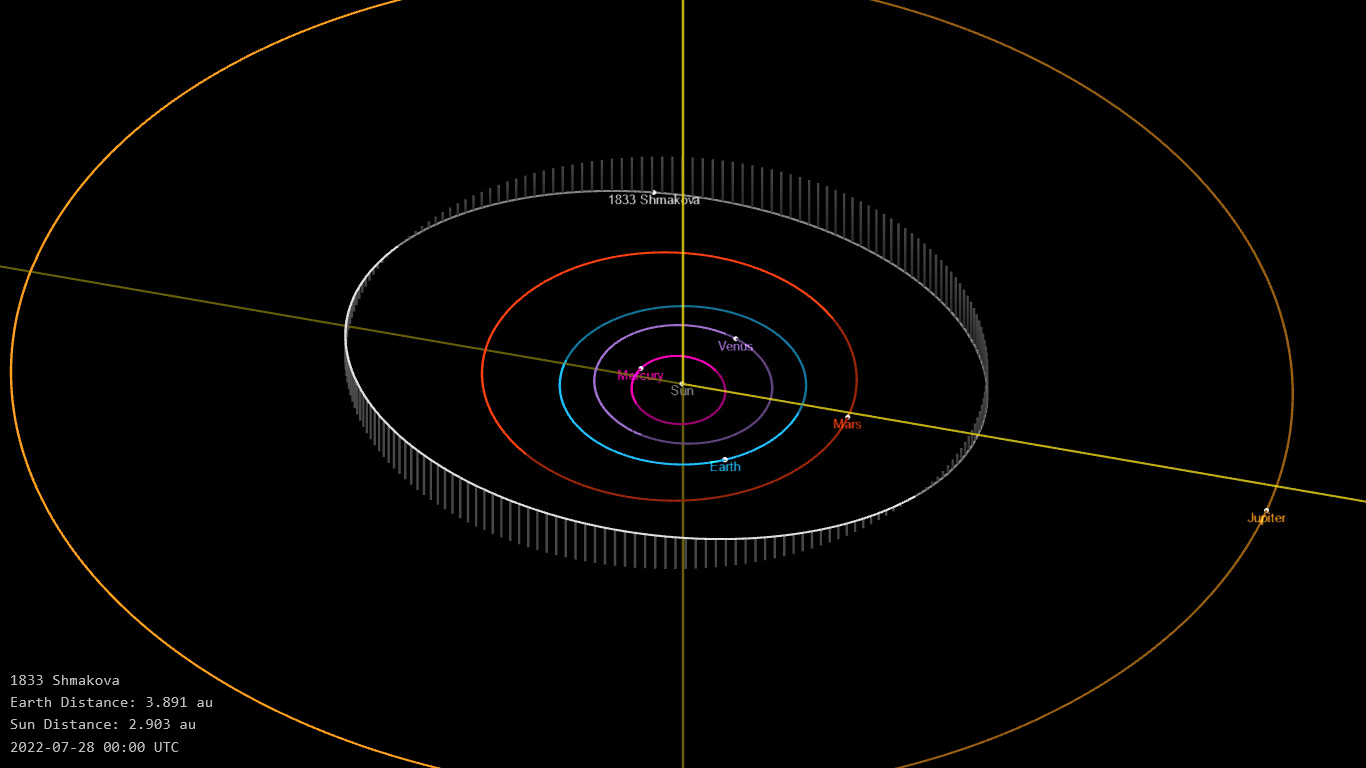
Орбита астероида Шмакова и его положение в Солнечной системе

## Физические характеристики
Астероид относится к таксономическому классу C.
По результатам наблюдений в видимом и ближнем инфракрасном диапазоне космического телескопа NEOWISE и наблюдений в инфракрасном диапазоне спутника Akari диаметр астероида оценивается равным 16,706±0,143 км и 16,79±0,86 км. Согласно тем же источникам альбедо оценивается как 0,1022±0,0199, 0,116±0,015 и 0,102±0,020.